# Smokvova opuncija
Smokvova opuncija (znanstveno ime Opuntia ficus-indica), zastarelo: »indijska figa, indijska smokva«, je najbolj razširjena vrsta  kaktusovk iz rodu Opuntia,  že dolgo pa udomačena rastlinska vrsta, ki se goji v sušnih in polsušnih delih sveta, hkrati pa je komercialno najpomembnejša kaktusovka.

## Znanstveno poimenovanje
Najprej je potrebno opozoriti, da kljub znanstvenem imenu izvor taksona ni indijski, temveč srednjeameriški, natančneje iz Mehike, kjer je opuncija upodobljena tudi na državni zastavi. Tudi s fikusom oz. njegovim sorodnikom kavčukovcem ter smokvo oz. figovcem nima ničesar skupnega.

## Opis rastline
Smokvova opuncija je na videz neprivlačna grmičasta kaktusovka, ki lahko doseže 4−5 metrov višine. Raste lahko precej hitro, tudi če je podnebje suho in je v tleh malo hranil. Zaradi tega je ena izmed rastlin, ki so postale invazivna vrsta, zlasti ponekod v Avstraliji in v južni Španiji.
Kot druge opuncije tudi ta nima nima listov, ima pa sploščena stebla, ki jih imenujemo kladode. Te so bolj ali manj ploske, ovalne in zelene. Iz areol poženeta dve vrsti bodic: osrednje, ki so daljše in trše, ter radialne, ki so veliko tanjše in krajše. Slednje so tiste, ki se z dotikom zlahka prijemajo. Kladode zagotavljajo rastlini fotosintezo klorofila. Pokrite so z voskasto povrhnjico, ki omejuje izparevanje, trni na njih pa delujejo tudi kot zaščita pred plenilci.
Cvetovi enkrat letno poženejo na vrhu kladod in so rumeni ali rdečkasti. Iz oplojenih cvetov nastane jagodičje, prekrito s trni, ki ima ovalno obliko in meri približno 5−7 centimetrov v premeru in 5−11 centimetrov v dolžino. Plodovi, glede na stopnjo zrelosti, spreminjajo barve v končno belo, zeleno, rumeno, oranžno, rdečo ali pa vijolično. Plodovi so užitni, sladkega okusa in bogati z vitamini A, C, B1, B2 in B3 ter minerali kalcijem, železom, fosforjem in cinkom.

## Razmnoževanje
Kakteja se v naravi razmnožuje s semeni, ki pa so debela in težko kalijo. Zaradi tega jo razmnožujejo predvsem vegetativno, običajno s poleganjem kladod v zemljo, kjer se zatem samostojno ukoreninijo.

## Razširjenost
Smokvova opuncija, udomačena verjetno pred 9000 leti v osrednji Mehiki, se že od pradavnine goji kot kulturna rastina. Te vrste opuncij tam rastejo na več kot 3.000.000 hektarjih v njihovem naravnem naravnem okolju. Ko so jih v 16. stoletju iz Mehike prinesli v Evropo oz. Španijo, se je vrsta razširila po vsem Sredozemlju, danes pa te opuncije gojijo v južni Španiji, Franciji, Grčiji, Izraelu, Italiji in Turčiji. Arabci so jih prenesli iz južne Španije v severno Afriko, kjer jih gojijo v Alžiriji, Egiptu, Maroku in Tuniziji. V Italiji jih gojijo zlasti v Bazilikati, na Siciliji, v Kalabriji, Apuliji in na Sardiniji, tudi na ligurski obali. Pogoste so tudi v Dalmaciji in v Istri.

## Uporaba
Plodovi smokvove opuncije se pogosto uporabljajo kot sadje, ki je užitno sveže, uporabljajo pa se tudi za pripravo sladic, omak in marmelad. 
Smokvova opuncija se goji predvsem zaradi pridelka užitnih sadežev, pa tudi za zelenjavne nopale (v Mehiki), deli rastline pa se uporabljajo tudi v tradicionalni medicini ali kot živalska krma. Opuncije so namreč primerne kulturne rastline za suha območja, ker učinkovito pretvarjajo tudi majhne količine vode v biomaso. 

## Varietete
Sorte smokvove opuncije se med seboj razlikujejo po barvi plodov:
- Opuntia ficus-indica sulfarin (rumena sorta)
- Opuntia ficus-indica sanguigna (rdeča sorta)
- Opuntia ficus-indica muscaredda (bela sorta)
- Opuntia ficus-indica f. inermis

## Sinonimi
- Cactus ficus-indica L.
- Opuntia amyclaea Ten.
- Opuntia compressa auct. non J.F. Macbr.
- Opuntia joconostle F.A.C. Weber ex Diguet
- Opuntia megacantha Salm-Dyck
- Opuntia paraguayensis K. Schum.
- Opuntia undulata Griffiths
- Platyopuntia apurimacensis F. Ritter
- Platyopuntia cordobensis (Speg.) F. Ritter